# Rajd Wielkiej Brytanii 2000
Rezultaty Rajdu Wielkiej Brytanii (56th Network Q Rally of Great Britain), eliminacji Rajdowych Mistrzostw Świata w 2000 roku, który odbył się w dniach 23–26 listopada. Była to czternasta i ostatnia runda czempionatu w tamtym roku oraz dziesiąta szutrowa, a także czternasta w Production World Rally Championship. Bazą rajdu było miasto Cardiff. Zwycięzcami rajdu została brytyjska załoga Richard Burns i Robert Reid jadąca Subaru Imprezą WRC. Wyprzedzili oni Finów Marcusa Grönholma i Timo Rautiainena w Peugeotem 206 WRC oraz Tommiego Mäkinena i Risto Mannisenmäkiego w Mitsubishi Lancerze Evo VI. Z kolei w Production WRC zwyciężyła austriacka załoga Manfred Stohl i Peter Müller w Mitsubishi Lancerze Evo VI.
Rajdu nie ukończyły cztery załogi fabryczne. Belg Freddy Loix w Mitsubishi Lancerze Evo VI wycofał się na 2. odcinku specjalnym z powodu wypadku. Na 12. oesie swój udział w rajdzie zakończył Brytyjczyk Colin McRae w Fordzie Focusie WRC, a przyczyną jego wycofania się także był wypadek. Szwed Kenneth Eriksson, jadący Hyundaiem Accentem WRC wycofał się na 4. oesie z powodu awarii. Norweg Petter Solberg jadący Subaru Imprezą WRC wycofał się z jazdy na 16. oesie na skutek pożaru jego samochodu.

## Klasyfikacja ostateczna
| Miejsce                     | Zawodnik                  | Pilot                     | Samochód                  | Czas                      | Strata                    | Grupa                     | Punkty                    |
| WRC (pierwsza dziesiątka)   | WRC (pierwsza dziesiątka) | WRC (pierwsza dziesiątka) | WRC (pierwsza dziesiątka) | WRC (pierwsza dziesiątka) | WRC (pierwsza dziesiątka) | WRC (pierwsza dziesiątka) | WRC (pierwsza dziesiątka) |
| --------------------------- | ------------------------- | ------------------------- | ------------------------- | ------------------------- | ------------------------- | ------------------------- | ------------------------- |
| 1.                          | Richard Burns             | Robert Reid               | Subaru Impreza WRC        | 3:43:01.9                 |                           | A8 M                      | 10                        |
| 2.                          | Marcus Grönholm           | Timo Rautiainen           | Peugeot 206 WRC           | 3:44:07.5                 | +1:05.6                   | A8 M                      | 6                         |
| 3.                          | Tommi Mäkinen             | Risto Mannisenmäki        | Mitsubishi Lancer Evo VI  | 3:44:16.9                 | +1:15.0                   | A8 M                      | 4                         |
| 4.                          | Carlos Sainz              | Luís Moya                 | Ford Focus WRC            | 3:44:35.4                 | +1:33.5                   | A8 M                      | 3                         |
| 5.                          | Juha Kankkunen            | Juha Repo                 | Subaru Impreza WRC        | 3:44:48.8                 | +1:46.9                   | A8 M                      | 2                         |
| 6.                          | François Delecour         | Daniel Grataloup          | Peugeot 206 WRC           | 3:44:50.4                 | +1:48.5                   | A8 M                      | 1                         |
| 7.                          | Markko Märtin             | Martin Park               | Toyota Corolla WRC        | 3:46:26.3                 | +3:24.4                   | A8                        |                           |
| 8.                          | Gilles Panizzi            | Hervé Panizzi             | Peugeot 206 WRC           | 3:46:37.5                 | +3:35.6                   | A8                        |                           |
| 9.                          | Didier Auriol             | Denis Giraudet            | SEAT Córdoba WRC          | 3:47:29.4                 | +4:27.5                   | A8 M                      |                           |
| 10.                         | Harri Rovanperä           | Risto Pietiläinen         | SEAT Córdoba WRC          | 3:48:12.0                 | +5:10.1                   | A8                        |                           |
| PWRC (punktujący zawodnicy) |                           |                           |                           |                           |                           |                           |                           |
| 1. (17.)                    | Manfred Stohl             | Peter Müller              | Mitsubishi Lancer Evo VI  | 4:07:45.3                 |                           | N4                        | 10                        |
| 2. (18.)                    | Kenneth Bäcklund          | Tord Andersson            | Mitsubishi Lancer Evo VI  | 4:09:30.8                 | +1:45.5                   | N4                        | 6                         |
| 3. (19.)                    | Olli Harkki               | Kari Mustalahti           | Mitsubishi Lancer Evo VI  | 4:13:11.3                 | +5:26.0                   | N4                        | 4                         |
| 4. (21.)                    | Ramón Ferreyros           | Diego Vallejo             | Mitsubishi Lancer Evo VI  | 4:15:03.1                 | +7:17.8                   | N4                        | 3                         |
| 5. (22.)                    | Gavin Cox                 | Tim Hobbs                 | Mitsubishi Lancer Evo VI  | 4:15:59.9                 | +8:14.6                   | N4                        | 2                         |
| 6. (23.)                    | Jeremy Easson             | Nigel Gardner             | Mitsubishi Lancer Evo VI  | 4:16:23.4                 | +8:38.1                   | N4                        | 1                         |

1. ↑  Litera M przy oznaczeniu grupy do której należy samochód oznacza, iż tylko ci kierowcy zdobywali punkty dla swoich zespołów liczonych w klasyfikacji producentów na koniec sezonu.

## Zwycięzcy odcinków specjalnych
| Dzień      | Odcinek | G. rozp. | Nazwa             | Długość  | Zwycięzca                    | Czas    | Lider rajdu                  |
| ---------- | ------- | -------- | ----------------- | -------- | ---------------------------- | ------- | ---------------------------- |
| 1 (23 LIS) | SS1     | 18:58    | Cardiff Super 1   | 2.43 km  | Janne Tuohino Juha Kankkunen | 2:19.5  | Janne Tuohino Juha Kankkunen |
| 2 (24 LIS) | SS2     | 07:34    | St. Gwynno        | 13.67 km | Petter Solberg               | 6:46.3  | Petter Solberg               |
| 2 (24 LIS) | SS3     | 08:01    | Tyle              | 10.58 km | Marcus Grönholm              | 5:48.2  | Colin McRae                  |
| 2 (24 LIS) | SS4     | 08:37    | Rhondda 1         | 26.47 km | Marcus Grönholm              | 14:26.5 | Colin McRae                  |
| 2 (24 LIS) | SS5     | 11:58    | Crychan           | 15.57 km | Marcus Grönholm              | 9:09.4  | Marcus Grönholm              |
| 2 (24 LIS) | SS6     | 12:29    | Halfway           | 17.45 km | Richard Burns                | 10:09.8 | Marcus Grönholm              |
| 2 (24 LIS) | SS7     | 16:00    | Hafren Sweet Lamb | 27.23 km | Colin McRae                  | 16:36.9 | Colin McRae                  |
| 2 (24 LIS) | SS8     | 16:42    | Myherin           | 16.79 km | Colin McRae                  | 9:54.8  | Colin McRae                  |
| 3 (25 LIS) | SS9     | 07:56    | Rhondda 2         | 26.47 km | Richard Burns                | 14:36.1 | Colin McRae                  |
| 3 (25 LIS) | SS10    | 08:57    | Rheola 1          | 31.47 km | Colin McRae                  | 17:50.7 | Colin McRae                  |
| 3 (25 LIS) | SS11    | 10:56    | Resolfen          | 46.45 km | Colin McRae                  | 25:15.7 | Colin McRae                  |
| 3 (25 LIS) | SS12    | 13:42    | Rheola 2          | 31.47 km | Richard Burns                | 17:51.3 | Marcus Grönholm              |
| 3 (25 LIS) | SS13    | 15:00    | Margam 1          | 28.13 km | Richard Burns                | 17:10.0 | Richard Burns                |
| 3 (25 LIS) | SS14    | 18:01    | Cardiff Super 2   | 2.43 km  | Petter Solberg               | 2:18.5  | Richard Burns                |
| 4 (26 LIS) | SS15    | 08:40    | Brechfa           | 29.80 km | Richard Burns                | 17:32.7 | Richard Burns                |
| 4 (26 LIS) | SS16    | 09:28    | Trawscoed         | 26.26 km | Tommi Mäkinen                | 16:17.8 | Richard Burns                |
| 4 (26 LIS) | SS17    | 13:40    | Margam 2          | 28.13 km | Tommi Mäkinen                | 16:57.7 | Richard Burns                |

## Klasyfikacja końcowa sezonu 2000
Tabele przedstawiają tylko pięć pierwszych miejsc.

### Kierowcy
| Lp. | Kierowca        | Pkt |
| --- | --------------- | --- |
| 1   | Marcus Grönholm | 65  |
| 2   | Richard Burns   | 60  |
| 3   | Carlos Sainz    | 46  |
| 4   | Colin McRae     | 43  |
| 5   | Tommi Mäkinen   | 36  |

### Producenci
| Lp. | Producent                    | Pkt |
| --- | ---------------------------- | --- |
| 1   | Peugeot Esso                 | 111 |
| 2   | Ford Martini                 | 91  |
| 3   | Subaru World Rally Team      | 88  |
| 4   | Marlboro Mitsubishi Ralliart | 43  |
| 5   | SEAT Sport                   | 11  |